# Alba Ciudad 96.3 FM
Alba Ciudad FM es una emisora de radio venezolana, constituida como organización sin ánimo de lucro, adscrita al Ministerio del Poder Popular para la Cultura, y con apoyo del Ministerio del Poder Popular para la Comunicación y la Información. Tiene cobertura en toda el Área Metropolitana de Caracas en la frecuencia 96.3 FM. Afirma ser la primera emisora venezolana en operar usando exclusivamente software libre.

## Historia
Alba Ciudad inició sus transmisiones el 1 de enero de 2008 bajo la gestión del ministro Farruco Sesto. La frecuencia era propiedad de la Casa del Artista, que la rentaba al circuito privado FM Center para el uso de la emisora Estrella 96. En 2007, el ministro de la Cultura asume de forma directa la Casa del Artista, llegándose a un convenio con FM Center para traspasar la frecuencia al Estado.
En julio de 2009, Mauricio Rodríguez reemplaza a Padilla Bravo en el viceministerio  e intenta impulsar un cambio editorial en la emisora, argumentando que la misma había evolucionado hacia géneros comerciales. Los cambios fueron rechazados por Padilla Alliot, siendo removido. En protesta, la mayor parte de los trabajadores de la estación deciden entregar su renuncia el 14 de agosto, causando que la emisora saliera del aire. La nueva administración, nombrada por Mauricio Rodríguez, indicó haber encontrado daños en la emisora, versión rechazada por el personal saliente.
La emisora retornó al aire el 23 de septiembre en período de prueba, y el 28 de septiembre de forma oficial, con el trovador  Handel Mendoza "Pinky" como coordinador técnico. La primera semana de febrero de 2010, Farruco Sesto retorna al ministerio, remueve a Rodríguez y nombra a Gipsy Gastello como directora general de Comunicación del Ministerio, pasando a coordinar la emisora.
Entre junio y septiembre de 2018 la emisora cumplió un proceso de mudanza de sede, debido a que diferentes problemas de infraestructura en el edificio del  Archivo General de la Nación impedían que continuara funcionando allí. El 28 de septiembre, coincidiendo con el aniversario de la emisora, fueron culminados los trabajos de construcción del nuevo estudio en vivo, ubicado en el piso 19 de la Torre Norte del Centro Simón Bolívar.

## Tecnología
Desde el 5 de junio de 2010, Alba Ciudad funciona completamente en Software Libre, usando aplicaciones como Rivendell y el editor de audio Audacity. Afirma ser la primera radioemisora en Venezuela en usar exclusivamente aplicaciones libres, cumpliendo un decreto presidencial en la materia.

## Galardones
- Mención especial del Premio Aníbal Nazoa 2010, otorgado por el Movimiento por el Periodismo Necesario, en la categoría "Mejor Edición y Montaje".[12]
- Reconocimiento Livia Gouverneur 2012 a la emisora por parte del  Concejo Municipal de Libertador[13]
- Premio Aníbal Nazoa 2015, Mejor equipo periodístico al programa Radar 96[14]
- Premio Aníbal Nazoa 2015, categoría Periodismo Cultural, al trabajo "Patrimonios Culturales de Venezuela: El joropo".[15]
- Premio Municipal de Medios Alternativos y Comunitarios Fabricio Ojeda 2016
- Mención especial del Premio Nacional de Periodismo Aníbal Nazoa 2016,  al programa Café Atlántico.